# Sophie von Kessel
Sophie von Kessel (ur. 12 października 1968 w Meksyku) – niemiecka aktorka.

## Filmografia
- 1994: Pierścień smoka
- 1994: Zu treuen Händen
- 1994: Internationale Zone
- 1995: Amerika
- 1996: Alte Liebe, alte Sünde
- 1996: Die Musterknaben 2
- 1996: Tatort: Der kalte Tod
- 1998: Auch Männer brauchen Liebe
- 1999: Road to Santiago
- 2000: Der Tanz mit dem Teufel
- 2001: Ein Yeti zum Verlieben
- 2002: Die Verbrechen des Professor Capellari (odc. 12)
- 2002: Affäre zu Dritt
- 2002: Familienkreise
- 2003: Der letzte Zeuge
- 2003: Die Rückkehr des Vaters
- 2003: Frank Riva (odc. 2-3)
- 2004: Ein langer Abschied
- 2004: Die Konferenz
- 2005: Ich bin ein Berliner
- 2005: Kunstfehler